# Бернс, Урсула
Урсула Бернс (англ. Ursula Burns; род. 20 сентября 1958, Манхэттен, Нью-Йорк) — американская бизнес-леди. Она является председателем и генеральным директором Veon, старшим советником Teneo, и неисполнительным директором Diageo с апреля 2018 года. Она также является членом совета директоров Uber. В 2009 году Бернс стала генеральным директором компании Xerox, первой среди афроамериканок, которая стала генеральным директором компании Fortune 500 и первой женщиной, которая победила на посту одного из руководителей компании Fortune 500. Бернс занимала должность генерального директора компании Xerox с 2009 по 2016 год и председателя Xerox с 2010 по 2017 год. Среди других общественных позиций, она была лидером программы STEM Белого дома с 2009 по 2016 год, а также председателем Совета по экспорту при президенте с 2015 по 2016 год.